# Tuta
Tuta是一款端到端加密电子邮件应用程序。 该程序沒有广告，不過用戶可以給軟件開發商捐錢，也可以訂閱付費服務。 

## 历史
Tuta源自拉丁语单词“ tuta ”，意思是“安全”。 Tuta起初名為Tutanota，它的開發商Tutao GmbH于2011年在德国汉诺威成立。 
2014年起，Tutanota成為开源軟件，Tutanota的開發商已將代碼上傳到GitHub上。 
2023年11月、Tutanota更名为Tuta。